# Lorenzo Voltolini Esti

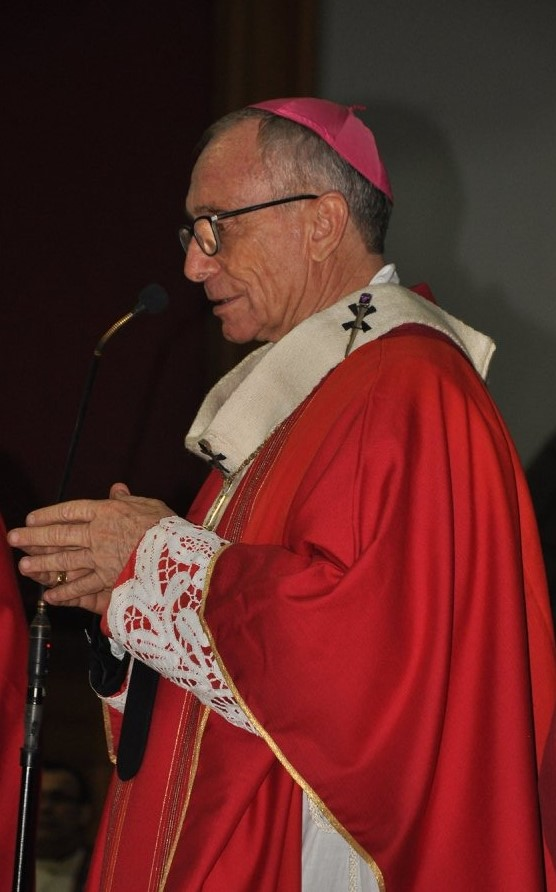
Lorenzo Voltolini Esti

Erzbischofswappen von Lorenzo Voltolini Esti

Lorenzo Voltolini Esti OCSO (* 20. Mai 1948 in Poncarale, Lombardei) ist ein italienischer Geistlicher und emeritierter römisch-katholischer Erzbischof von Portoviejo in Ecuador. Er lebt als Trappistenmönch.

## Leben
Lorenzo Voltolini Esti empfing am 15. Juni 1974 die Priesterweihe.
Papst Johannes Paul II. ernannte ihn am 7. Dezember 1993 zum Titularbischof von Bisuldino und Weihbischof in Portoviejo. Der Bischof von Portoviejo, José Mario Ruiz Navas, spendete ihm am 12. Januar des nächsten Jahres die Bischofsweihe; Mitkonsekratoren waren Antonio José Kardinal González Zumárraga, Erzbischof von Quito, und Raúl Holguer López Mayorga, Bischof von Latacunga.
Papst Benedikt XVI. ernannte ihn am 6. August 2007 zum Erzbischof von Portoviejo.
Am 28. Oktober 2016 ernannte ihn Papst Franziskus zum Mitglied der Kongregation für den Gottesdienst und die Sakramentenordnung.
Am 14. September 2018 nahm Papst Franziskus seinen vorzeitigen Rücktritt an, um den im November 2018 vorgesehenen Eintritt in den Trappistenorden zu ermöglichen. 2023 legte er im Trappistenkloster Paraiso in Ecuador die feierliche Profess als Mönch ab.